# Данан
Данан (сомал. Dhanaan) — город на востоке Эфиопии, в зоне Годе региона Сомали. Административный центр одноимённого района (ворэды). Расположен на высоте 414 м над уровнем моря. Через город проходит дорога, соединяющая Годе и Кэбри-Дэхар.
По данным Центрального статистического агентства Эфиопии на 2005 год население города составляет 10 494 человека, из них 5918 мужчин и 4576 женщин. По данным прошлой переписи 1997 года население насчитывало 7030 человек, из которых 3910 мужчин и 3120 женщин. 99,96 % населения составляли сомалийцы.